# Weizmannův institut věd
Weizmannův institut věd (hebrejsky: מכון ויצמן למדע‎, anglicky: Weizmann Institute of Science; WIS) je špičkové vědecké pracoviště, jedno z deseti nejprestižnějších vědeckých pracovišť světa a univerzita ve městě Rechovot v Izraeli. Od ostatních izraelských univerzit se liší tím, že poskytuje pouze postgraduální vzdělání. Institut zaměstnává na 2400 vědců a na izraelské vědecké produkci se podílí 25 %. V roce 2011 označil časopis The Scientist tento institut za nejlepší místo k práci v akademickém prostředí mimo Spojené státy.

## Historie
Institut byl založen roku 1934 Chajimem Weizmannem (pozdějším prvním izraelským prezidentem) jako Daniel Sieff Research Institute a od 2. listopadu 1949 nese na jeho počest jeho jméno. Předtím než se Weizmann stal prezidentem, působil v laboratořích tohoto institutu jako vědec zabývající se organickou chemií. V současnosti zde studuje přibližně 2 500 studentů a lze zde získat tituly M.Sc. a Ph.D. v oborech: matematika, počítačové vědy, fyzika, chemie, biochemie a biologie, stejně jako v mnoha mezioborových programech.

## Ocenění
V oblasti informatiky byla dvěma vědcům Weizmannova institutu věd udělena prestižní Turingova cena, a to v roce 1996 Amiru Pnueli za přínos v oblasti temporální logika, ověřování programů a systémů; a v roce 2002 Adi Šamirovi za přínos v oblasti šifrování s veřejným klíčem.

## Význační vyučující
- Oded Goldreich, informatik
- Chajim Harari, teoretický fyzik
- Efrajim Kacir, biofyzik, čtvrtý izraelský prezident
- Harry J. Lipkin, fyzik
- Mordechaj Milgrom, fyzik
- Amir Pnueli, informatik, Turingova cena (1996)
- Adi Šamir, kryptolog
- Igal Talmi, fyzik
- Chajim Weizmann, chemik, první izraelský prezident
- Ada Jonat, krystalografka, Nobelova cena za chemii (2009)

## Prezidenti
- Chajim Weizmann (1949–1952; v případě zahrnutí předchůdce tohoto institutu, tedy Institutu Daniela Sieffa, i v letech 1934–1952)
- Abba Eban (1959–1966)
- Meyer Weisgal (1966–1970)
- Albert Sabin (1970–1972)
- Jisra'el Dostrovsky (1972–1975)
- Michael Sela (1975–1985)
- Arje Dvorecky (1985–1988)
- Chajim Harari (1988–2001)
- Ilan Chet (2001–2006)
- Daniel Zajfman (2006–současnost)